# Joseph Servan

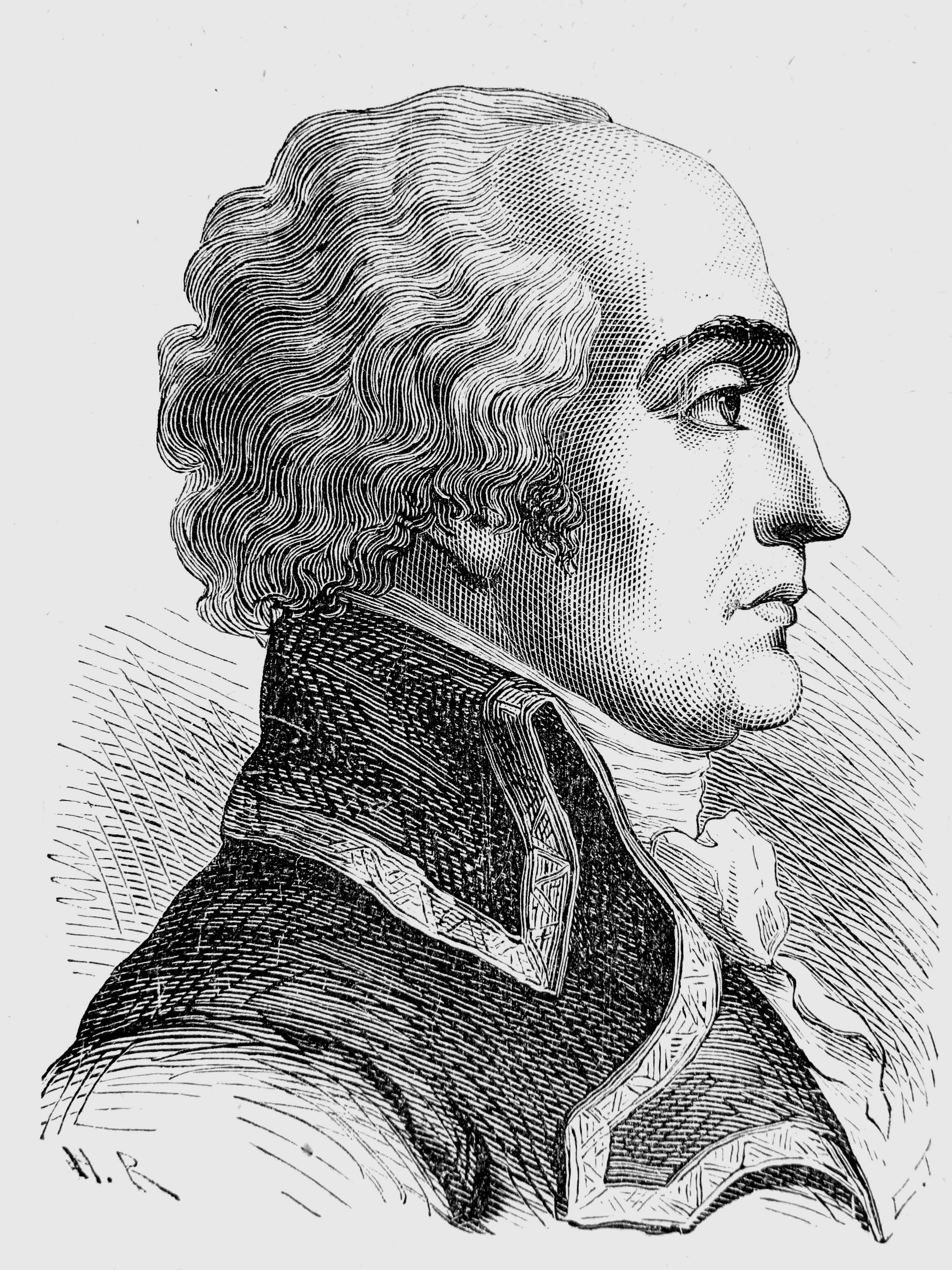
Portretgravure (1889)

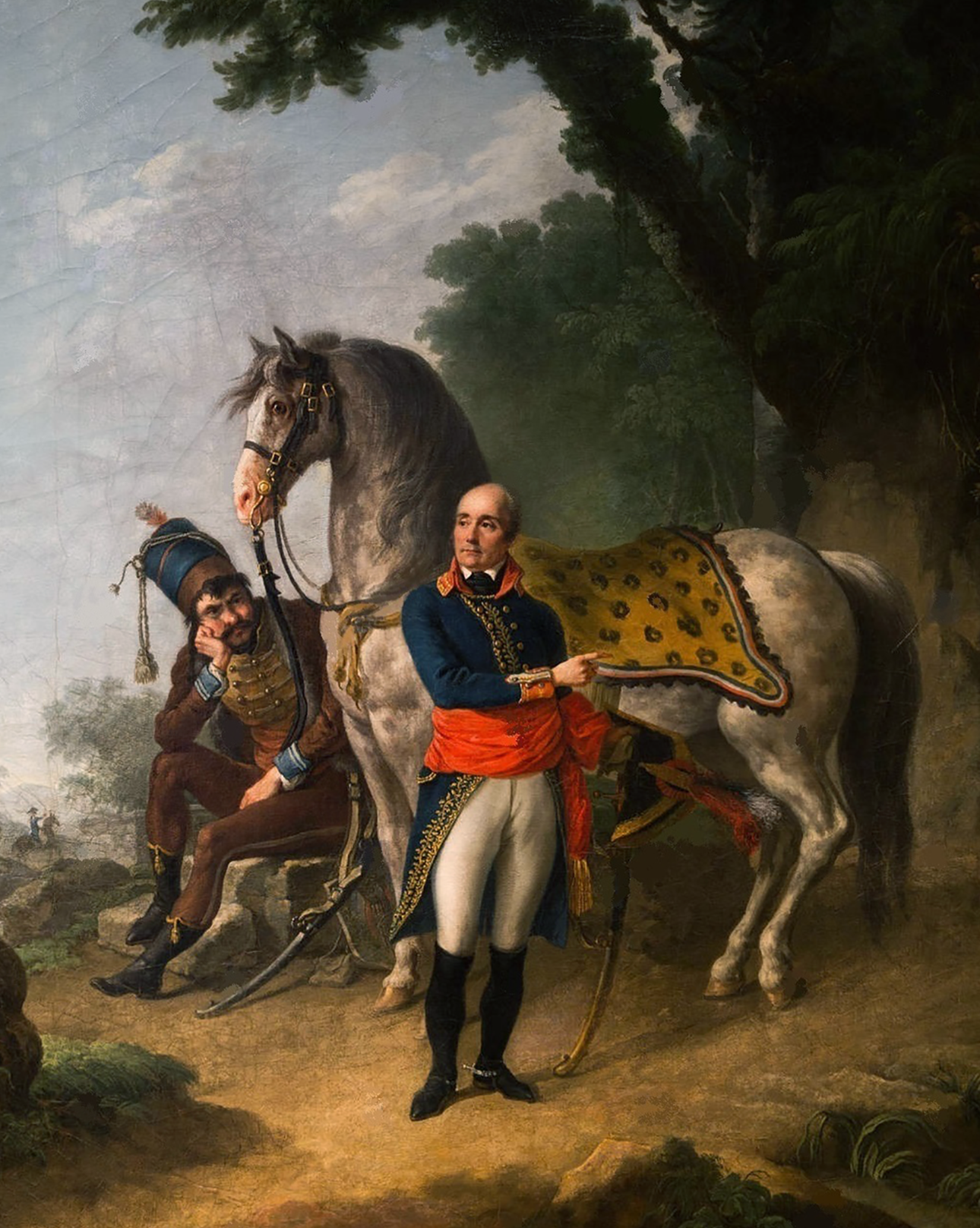
Portretschilderij door Louis Lafitte (ca. 1800)

Joseph Marie Servan de Gerbey (Romans, 14 februari 1741 – Parijs, 10 mei 1808) was een generaal onder de Franse Revolutie en onder Napoleon Bonaparte. Hij was in 1792 twee keer kort minister van Oorlog voor de girondijnen.

## Leven
Hij kwam uit de ambtsadel van de Dauphiné. Als vrijwilliger nam hij in 1760 dienst in het regiment van Guyenne. In 1769 ging hij op campagne in Corsica en in 1779 werd hij majoor bij de koninklijke grenadiers. Het volgende jaar oogstte hij bekendheid met zijn eerste publicatie, Le soldat citoyen. In dat werk pleitte hij voor ingrijpende legerhervormingen, waaronder het invoeren van de algemene dienstplicht. Het leverde hem de prestigieuze functie op van ondergouverneur van de pages van koning Lodewijk XVI. De uitgever Charles-Joseph Panckoucke vroeg hem de militaire delen van zijn Encyclopédie méthodique te coördineren. 
Tijdens de Eerste Coalitieoorlog werd Servan op 8 mei 1792 bevorderd tot veldmaarschalk en de volgende dag tot minister van Oorlog voor de girondijnen. Onmiddellijk hief hij de Garde du Corps en de Zwitserse Garde op. Ook schafte hij de lijfstraffen in het leger af. Het meest controversieel was zijn uitnodiging aan nationale gardisten uit de provincies (fédérés) om massaal naar Parijs te komen voor de 14 juli-viering. Koning Lodewijk XVI stelde hiertegen zijn veto en ontsloeg uiteindelijk op 13 juni het hele girondijnse ministerie. Diezelfde dag verklaarde de Nationale Vergadering dat Servan het vaderland goed had verdiend.
Tijdens de lange zitting na de Bestorming van de Tuilerieën op 10 augustus 1792 werd een voorlopige uitvoerende raad gevormd waarin de ontslagen girondijnen opnieuw waren opgenomen, met Servan dus op Oorlog. Pas op 21 augustus betrok hij het ministerie. Hij liet het achtste couplet van de Marseillaise verwijderen, omdat het een verwijzing naar God bevatte. Op 25 september werd hij gepromoveerd tot luitenant-generaal en op 3 oktober nam hij ontslag als minister. Enkele dagen later werd hij bevelvoerend generaal van het Leger van de Westelijke Pyreneeën. Op 22 juni 1793 duwde hij in de Pyreneeënoorlog de Spanjaarden achter de rivier de Bidasoa. 
Onder het Schrikbewind werd hij op 1 juli 1793 gevangen gezet en enkele dagen later ontslagen. Op 3 februari 1795 werd hij weer vrijgelaten en terug opgenomen in het leger. Hij werd op 11 juli als gevolmachtigd minister naar de vredesonderhandelingen met Spanje gestuurd. In 1800 bestreed hij de brigandage in Zuid-Frankrijk. Onder het Consulaat werd Servan in 1801 hoofdinspecteur van het nieuwe corps des revues. Op 3 mei 1807 werd hij op rust gesteld. Hij stierf in Parijs op 67-jarige leeftijd.

## Familie
Zijn vader Joseph Servan was belastingontvanger in Romans, zijn moeder heette Anne Henry. Behalve zijn zussen had hij twee bekende broers:
- Joseph Michel Antoine Servan (1737-1807), advocaat-generaal en volgeling van Cesare Beccaria
- Michel Servan (1745-1837), pastoor, uitvinder en vriend van Jacques de Vaucanson, Mably en Xavier de Maistre

## Onderscheidingen en eerbetoon
- Ridder in de Orde van de Heilige Lodewijk (1783)
- Officier van het Legioen van Eer (1805)
- Zijn naam is aangebracht op de Arc de Triomphe.

## Publicaties
- Le soldat citoyen, ou Vues patriotiques sur la manière la plus avantageuse de pourvoir à la défense du royaume (1780)
- L'Art militaire in de Encyclopédie méthodique (redacteur en hoofdauteur van het vierde deel)
- Projet de constitution pour l'armée des Français (1790), met Jean-Girard Lacuée
- Histoire des guerres des Gaulois et des Français en Italie, 5 dln. (1805)
- Tableau historique de la guerre de la révolution de France (1808)